# Фрідріх фон дер Шуленбург
Граф Фрідріх Бернгард Карл Густав Ульріх Еріх фон дер Шуленбург (нім. Friedrich Bernhard Karl Gustav Ulrich Erich Graf von der Schulenburg; 22 листопада 1865, Бобіц — 19 травня 1939, Занкт-Блазієн) — німецький офіцер, один з вищих почесних членів СС, обергрупенфюрер СС, генерал кавалерії запасу вермахту. Кавалер ордена Pour le Mérite з дубовим листям.

## Біографія
Виходець з аристократичного роду, власник великого маєтку в Мекленбурзі. Навчався в Гайдельберзькому університеті. 1 червня 1888 року вступив у 2-й гвардійський уланський полк, з грудня 1888 року — лейтенант Гвардійського кавалерійського полку. У 1899-1902 і 1906-1908 роках служив у Великому Генштабі. У 1902-1906 роках — військовий аташе в Лондоні. З 1908 року — начальник оперативного відділу штабу 13-й дивізії (Мюнстер), з 1909 року — штабу гвардійського корпусу. З 18 березня 1913 року — командир гвардійського кавалерійського полку.
При мобілізації 2 серпня 1914 року призначений начальником штабу гвардійського корпусу. З 21 квітня 1916 року — начальник оперативного відділу штабу 5-ї армії. 28 серпня 1916 року очолив штаб 6-ї армії. 27 жовтня 1916 року переведений на аналогічний пост в 5-у армію, якою командував кронпринц Вільгельм. Коли кронпринц був призначений командувачем групою армій, 25 листопада 1916 року очолив його штаб. У зв'язку з тим, що кронпринц не володів талантом воєначальника, фактично керівництво групою армій було зосереджене в руках Шуленбурга.
З 20 січня 1919 року — командир 1-ї гвардійської кавалерійської бригади. 26 травня 1919 року вийшов у відставку. З 7 грудня 1924 по 31 березня 1928 року — депутат Рейхстагу від Мекленбургу (обраний за списками Німецької національної партії). 1 грудня 1931 року вступив у НСДАП (квиток № 852 947). З 1931 року — представник імперського керівника спорту. 29 серпня 1933 року вступив в СА. З 29 серпня 1933 по 13 березня 1936 року — офіцер зв'язку Вищого командування СА при оперативному управлінні рейхсверу. 4 вересня 1934 року обраний депутатом Рейхстагу від Померанії (з 1936 року — від Мекленбургу). 16 березня 1936 року вступив у СС (посвідчення № 162 240). Користувався довірою Адольфа Гітлера, який часто прислухався до порад Шуленбурга, зокрема щодо призначення військовиків на керівні посади.

## Сім'я
21 липня 1897 року одружився з графинею Фредою-Марі фон Арнім. У шлюбі народилися 5 синів і дочка:
- Йоганн Альбрехт (1898—1945) — землевласник, ротмістр вермахту. Загинув у бою.
- Вольф-Вернер (1899—1944) — бригадефюрер СА і оберстлейтенант люфтваффе. Загинув у бою.
- Адольф-Генріх (1899—1944) — оберштурмфюрер СА. Помер від раку товстої кишки.
- Фріц-Дітлоф (1902—1944) — віцеоберпрезидент Сілезії. Страчений за участь у Липневій змові.
- Елізабет (1903—2001) — художниця і черниця-урсулинка.
- Вільгельм (1904—1936) — загинув в автокатастрофі.

## Звання
- Фанен-юнкер (1 червня 1888)
- Другий лейтенант (13 грудня 1888)
- Перший лейтенант (30 листопада 1895)
- Ротмістр Генштабу (14 вересня 1900)
- Майор Генштабу (22 березня 1907)
- Оберстлейтенант Генштабу (2 вересня 1913)
- Оберст Генштабу (24 липня 1915)
- Генерал-майор (12 червня 1918)
- Оберфюрер СА (1933)
- Оберфюрер СС (16 березня 1936)
- Бригадефюрер СС (29 березня 1936)
- Групенфюрер СС (8 листопада 1936)
- Генерал кавалерії запасу (1 квітня 1938)
- Обергрупенфюрер СС (20 квітня 1939)

## Нагороди
- Орден Червоного орла
  - 4-го класу
  - 3-го класу з бантом
  - 2-го класу з мечами, дубовим листям і короною
- Орден Корони (Пруссія)
  - 4-го класу з короною
  - 3-го класу
- Столітня медаль
- Орден Святого Йоанна (Бранденбург), почесний лицар
- Хрест «За вислугу років» (Пруссія) (1913)
- Орден «За заслуги» (Баварія) 3-го класу
- Орден Генріха Лева, лицарський хрест 2-го класу
- Орден Вендської корони, лицарський хрест
- Орден Грифа, лицарський хрест
- Орден Заслуг герцога Петра-Фрідріха-Людвіга, почесний лицарський хрест 2-го класу з срібною короною
- Орден Альберта (Саксонія), лицарський хрест 1-го класу
- Орден Білого Сокола, лицарський хрест 2-го класу
- Орден дому Саксен-Ернестіне, командорський хрест 1-го класу
- Орден Леопольда II, командорський хрест (Бельгія)
- Орден Данеброг, лицарський хрест (Данія)
- Орден Почесного легіону, офіцерський хрест (Франція)
- Орден Спасителя, командорський хрест (Греція)
- Королівський Вікторіанський орден, командорський хрест (Британська імперія)
- Орден Святих Маврикія та Лазаря, офіцерський хрест (Італія)
- Орден Корони Румунії, лицарський хрест
- Орден Меча, командорський хрест (Швеція)
- Орден Білого слона, офіцерський хрест (Сіам)
- Залізний хрест 2-го і 1-го класу
- Королівський орден дому Гогенцоллернів
  - лицарський хрест з мечами (5 червня 1915)
  - командорський хрест з мечами (1917)
- Pour le Mérite з дубовим листям
  - орден (24 липня 1917)
  - дубове листя (№ 74; 23 березня 1918)
- Почесний хрест ветерана війни з мечами
- Почесний кут старих бійців
- Почесна шпага рейхсфюрера СС
- Кільце «Мертва голова»
- Золотий партійний знак НСДАП (1 квітня 1938)

## Вшанування пам'яті
У серпні 1939 року 22-й полк СС у Шверіні отримав почесну назву «Граф Фрідріх фон дер Шуленбург».